# Ernesto Monreal
Ernesto Monreal (Pinos, Zacatecas; 10 de noviembre de 1998) es un futbolista mexicano, juega como defensa y su equipo actual es el Celaya FC de la Liga de Expansión MX.

## Trayectoria
Formación en Pachuca
Salido de las fuerzas básicas del Club de Fútbol Pachuca, donde incluso ganó el campeonato sub-17 del Clausura 2016, Ernesto no logró debutar en el primer equipo de los tuzos. 

### Mineros de Zacatecas
Pasó a Mineros de Zacatecas para el 2018 donde debutó primero en copa (victoria 4-3 contra el Club León) y después en Liga de Ascenso (el 31 de agosto de 2018, en una victoria por 1-2 contra Correcaminos de la UAT). 
Tuvo más actividad con el plantel de Liga Premier que con el primer equipo de los zacatecanos, sin embargo, para 2020 empieza a tener más actividad, incluso jugando junto a su hermano Antonny Monreal. Su primer gol en la liga de plata fue el 10 de septiembre de 2020 contra el Club Deportivo Tapatío.

### Pachuca Premier
En 2023 se termina el préstamo y vuelve a Pachuca. Con los tuzos consiguió el campeonato de la liguilla de filiales de la Liga Premier en el torneo Clausura 2023.

### Cimarrones de Sonora
A mediados del 2023 llega al conjunto del rebaño de la montaña.

### Celaya Fútbol Club
Para mediados del 2024 el jugador pasa a ser libre después de la venta del equipo y llegando de esta manera al equipo astado.